# Elacomia femorata
Elacomia femorata là một loài bọ cánh cứng trong họ Cerambycidae.